# 2017年のJリーグ
この項目では、2017年シーズンの日本プロサッカーリーグ（Jリーグ）について述べる。

## 概要
Jリーグ発足から25年目のシーズンになる。この年から放映権の更新に伴い、メディア中継はそれまでのスカパー!によるテレビ中継から、イギリスのパフォーム・グループが展開するOTT（ライブ動画配信）サービス「DAZN」（ダゾーン)になる。
Jサテライトリーグには、J1のベガルタ仙台、アルビレックス新潟、清水エスパルス、サンフレッチェ広島、J2の湘南ベルマーレの5チームが参加する。

## できごと
1月11日
プレシーズンマッチの一環である「JリーグDAZNニューイヤーカップ」（「Jリーグ・スカパー! ニューイヤーカップ」改め）の開催が発表された。前年同様宮崎県・鹿児島県・沖縄県で開催される。全試合がパフォーム・グループが展開するOTT（ライブ動画配信）サービス「DAZN」で全試合生中継される。
1月12日
J1、J2、J3各クラブのホーム開幕カードが発表された。J1は2月25日と26日、J2は2月26日、J3は3月11日と12日に開幕を迎える。
1月25日
J1、J2、J3及びYBCルヴァンカップの全試合日程が発表された。
2月23日
この日行われた理事会で、JリーグYBCルヴァンカップ全試合で追加副審（アディショナル・アシスタント・レフェリー、AAR）を導入することを決定。
また、同理事会でレノファ山口FCのホームタウンを「山口市・下関市・山陽小野田市・宇部市・防府市・周南市・美祢市を中心とする全県」に変更（美祢市を追加）することを承認。
2月26日
この日行われたJ1 第1節のガンバ大阪対ヴァンフォーレ甲府とJ2 第1節の愛媛FC対ツエーゲン金沢の2試合がDAZNで視聴ができない状態となり、2試合はJリーグの公式YouTubeチャンネルで試合映像を配信する処置をとった。
3月21日
この日行われた理事会で2016年11月に発生したラミア航空2933便墜落事故により被害を受けた、ブラジルセリエA所属のシャペコエンセに対して義援金100万円を拠出することを決定。同年8月に開催されるスルガ銀行チャンピオンシップに同クラブが出場予定のため、来日した際にJリーグの主管試合にて実施した義援金募金と合わせてお渡しする予定。
また、同理事会でレノファ山口FCのホームタウンを「山口市・下関市・山陽小野田市・宇部市・防府市・周南市・美祢市・萩市・下松市・岩国市・光市・長門市・柳井市・周防大島町・和木町・上関町・田布施町・平生町・阿武町【山口県全県】」に変更（6市6町を追加）することを承認。
3月31日
藤枝MYFCが54歳のシジマールGKコーチを選手登録。選手の負傷に伴う第3GKの位置づけだが、Jリーグへの選手登録は22年振りで、50歳代のJリーガーはこの年出場し最年長ゴール記録を更新した三浦知良（横浜FC）について2人目。なお4月28日付けで選手登録を解除されており、この間の出場機会は無し。
4月6日
J2 第29節以降、J3 第19節以降の開催日が発表された
4月15日
この日行われたJ3 第5節・セレッソ大阪U-23 vs FC東京U-23（ヤンマースタジアム長居）で、FC東京U-23の久保建英が15歳10カ月11日でJリーグ初ゴール。J3リーグ戦最年少得点記録を更新するとともに、J1・J2を含めた全カテゴリでも森本貴幸（当時東京ヴェルディ）の持っていた15歳11ヶ月28日での最年少ゴールを上回る記録となった。
4月21日
この日行われたJ1 第8節・川崎フロンターレvs清水エスパルス（等々力陸上競技場）で、清水の金子翔太が14分に挙げた得点が、J1リーグ戦通算20,000得点目となった。
4月25日
楽天との間で「オフィシャルECプラットフォームパートナー」契約を締結することを決定。
4月27日
2016年のJ1リーグ優勝の鹿島アントラーズと2016年のJリーグYBCルヴァンカップ優勝の浦和レッズがヨーロッパの強豪クラブと対戦するJリーグ主催のプレシーズンマッチ「明治安田生命Jリーグワールドチャレンジ2017」を開催することを決定。7月15日に浦和とボルシア・ドルトムント（ ドイツ・ブンデスリーガ）、7月22日に鹿島とセビージャFC（ スペイン・リーガ・エスパニョーラ）が対戦する。
この日行われた理事会で横浜F・マリノスのホームタウンを「横浜市・横須賀市・大和市」に変更（大和市を追加）すること、および徳島ヴォルティスのホームタウンを「徳島市・鳴門市・美馬市・板野町・松茂町・藍住町・北島町・吉野川市を中心とする全県」に変更（吉野川市を追加）すること をそれぞれ承認。
5月10日
この日行われたJリーグYBCルヴァンカップ グループステージ第5節・ヴィッセル神戸 vs ヴァンフォーレ甲府（ノエビアスタジアム神戸）で、甲府の土屋征夫が得点を挙げ、リーグカップ戦最年長記録を「42歳9ヶ月10日」に更新。それまでの記録は中山雅史（当時ジュビロ磐田）が2008年大会で記録した「40歳8ヶ月2日」で、これを2歳以上更新。
5月18日
6月よりタイの大手放送局「TRUE VISIONS」でJリーグ（J1・J2・ルヴァンカップ・FUJI XEROX SUPER CUP）の試合が放送されることが発表された。
5月25日
この日行われた理事会で福島ユナイテッドFCのホームタウンを「福島市を中心とする全県」から「福島市・会津若松市を中心とする全県」に変更（会津若松市を追加）することを承認。
また、同じ理事会で、Jリーグの戦略推進支援を目的として、デロイトトーマツファイナンシャルアドバイザリーおよびデロイトトーマツコンサルティングとサポーティングカンパニー契約を締結することを決定。
6月19日
国際サッカー評議会（IFAB）から2017/2018年競技規則の改正が通達され、JリーグはJ1・J2が7月29日（J1 第19節 J2 第25節）、J3が8月19日（第19節）、ルヴァンカップは8月30日（準々決勝 第1戦)の試合から適用される。
6月22日
ラ・リーガ（ スペイン）との戦略的連携協定締結を発表。
6月27日
この日行われた理事会でグルージャ盛岡のホームタウンを「盛岡市」から「盛岡市・北上市」に変更（北上市を追加）することを承認。
また、中西大介常務理事が「リーグ内で不適切な言動（パワーハラスメントおよびセクシャルハラスメント）があったこと」を理由に、同日付で理事を退任したことを発表。
6月30日
NTTドコモとの間で「トップパートナー」契約を、NTTグループとの間で「オフィシャルテクノロジーパートナー」契約を締結。
7月19日
J1 第23節以降、J2第29節以降およびJ3第19節以降の開催日、試合開始時間が発表された。
8月6日
この日行われたJ2 第26節・名古屋グランパス vs 愛媛FC（パロマ瑞穂スタジアム）が7-4で名古屋の勝利。両軍合計11得点は2013年7月3日のJ2第22節・FC岐阜 2-8 ガンバ大阪、2017年6月25日のJ2第20節・FC岐阜 4-6 ジェフユナイテッド千葉（共に岐阜メモリアルセンター長良川競技場）の10得点を上回る1試合J2最多得点記録となった。
9月16日
台風18号の影響により、9月17日に行われる予定だったJ2・J3の計3試合の中止を発表。
- J2 第33節・愛媛FC vs 京都サンガF.C.（ニンジニアスタジアム）。 - 11月8日に代替開催 
- 同・ロアッソ熊本 vs アビスパ福岡（えがお健康スタジアム）。 - 9月18日に代替開催
- J3 第23節・セレッソ大阪U-23 vs ギラヴァンツ北九州（紀三井寺運動公園陸上競技場）。 - 10月11日にヤンマースタジアム長居で代替開催

9月26日
2018シーズンのクラブライセンスの審査結果を公表 。
9月28日
この日行われた理事会で、2018年シーズン以降のJリーグYBCルヴァンカップの大会方式を変更することが了承された 。
また、同理事会で、京都サンガF.C.のホームタウンを「京都市・宇治市・城陽市・向日市・長岡京市・京田辺市・木津川市・亀岡市・南丹市・京丹波町」に変更（南丹市・京丹波町を追加）すること、およびヴァンラーレ八戸（JFL、Jリーグ百年構想クラブ）のホームタウンを「八戸市・十和田市・五戸町・三戸町・田子町・南部町・おいらせ町・階上町・新郷村・三沢市・七戸町・六戸町・東北町・野辺地町・横浜町・六ヶ所村」に変更（三沢市・七戸町・六戸町・東北町・野辺地町・横浜町・六ヶ所村を追加）すること をそれぞれ承認。
10月24日
この日行われた理事会で、湘南ベルマーレのホームタウンを「厚木市・伊勢原市・小田原市・茅ヶ崎市・秦野市・平塚市・藤沢市・大磯町・寒川町・二宮町・鎌倉市・南足柄市・大井町・開成町・中井町・箱根町・松田町・真鶴町・山北町・湯河原町」に変更（鎌倉市・南足柄市・大井町・開成町・中井町・箱根町・松田町・真鶴町・山北町・湯河原町を追加）することを承認。
10月29日
この日行われたJ2 第39節の結果により、湘南ベルマーレのJ2優勝が決定。
11月21日
この日行われた理事会で、水戸ホーリーホックのホームタウンを「水戸市・ひたちなか市・笠間市・那珂市・小美玉市・茨城町・城里町・大洗町・東海村」に変更（4市3町1村を追加）することを承認。
12月2日
この日行われたJ1 第34節の結果により、川崎フロンターレのJ1優勝が決定。
12月3日
この日行われたJ3 第34節の結果により、ブラウブリッツ秋田のJ3優勝が決定。
12月12日
この日行われた理事会で、グルージャ盛岡のホームタウンを「盛岡市・北上市・宮古市・大船渡市・花巻市・久慈市・遠野市・一関市・釜石市・二戸市・八幡平市・奥州市・滝沢市・雫石町・葛巻町・岩手町・紫波町・矢巾町・西和賀町・金ケ崎町・平泉町・住田町・大槌町・山田町・岩泉町・田野畑村・普代村・軽米町・野田村・九戸村・洋野町・一戸町」に変更（11市15町4村を追加）することを承認。

## J1
| 順 | チーム                  | 試 | 勝 | 分 | 敗 | 得 | 失 | 差  | 点 | 出場権または降格               |
| -- | ----------------------- | -- | -- | -- | -- | -- | -- | --- | -- | ------------------------------ |
| 1  | 川崎フロンターレ (C, Q) | 34 | 21 | 9  | 4  | 71 | 32 | +39 | 72 | ACL2018 グループステージ出場   |
| 2  | 鹿島アントラーズ (Q)    | 34 | 23 | 3  | 8  | 53 | 31 | +22 | 72 | ACL2018 グループステージ出場   |
| 3  | セレッソ大阪 (Q)        | 34 | 19 | 6  | 9  | 65 | 43 | +22 | 63 | ACL2018 グループステージ出場   |
| 4  | 柏レイソル              | 34 | 18 | 8  | 8  | 49 | 33 | +16 | 62 | ACL2018 プレーオフステージ出場 |
| 5  | 横浜F・マリノス         | 34 | 17 | 8  | 9  | 45 | 36 | +9  | 59 |                                |
| 6  | ジュビロ磐田            | 34 | 16 | 10 | 8  | 50 | 30 | +20 | 58 |                                |
| 7  | 浦和レッズ              | 34 | 14 | 7  | 13 | 64 | 54 | +10 | 49 |                                |
| 8  | サガン鳥栖              | 34 | 13 | 8  | 13 | 41 | 44 | −3  | 47 |                                |
| 9  | ヴィッセル神戸          | 34 | 13 | 5  | 16 | 40 | 45 | −5  | 44 |                                |
| 10 | ガンバ大阪              | 34 | 11 | 10 | 13 | 48 | 41 | +7  | 43 |                                |
| 11 | 北海道コンサドーレ札幌  | 34 | 12 | 7  | 15 | 39 | 47 | −8  | 43 |                                |
| 12 | ベガルタ仙台            | 34 | 11 | 8  | 15 | 44 | 53 | −9  | 41 |                                |
| 13 | FC東京                  | 34 | 10 | 10 | 14 | 37 | 42 | −5  | 40 |                                |
| 14 | 清水エスパルス          | 34 | 8  | 10 | 16 | 36 | 54 | −18 | 34 |                                |
| 15 | サンフレッチェ広島      | 34 | 8  | 9  | 17 | 32 | 49 | −17 | 33 |                                |
| 16 | ヴァンフォーレ甲府 (R)  | 34 | 7  | 11 | 16 | 23 | 39 | −16 | 32 | J2リーグ 2018へ降格            |
| 17 | アルビレックス新潟 (R)  | 34 | 7  | 7  | 20 | 28 | 60 | −32 | 28 | J2リーグ 2018へ降格            |
| 18 | 大宮アルディージャ (R)  | 34 | 5  | 10 | 19 | 28 | 60 | −32 | 25 | J2リーグ 2018へ降格            |

## J2
| 順 | チーム                  | 試 | 勝 | 分 | 敗 | 得 | 失 | 差  | 点 | 昇格または降格       |
| -- | ----------------------- | -- | -- | -- | -- | -- | -- | --- | -- | -------------------- |
| 1  | 湘南ベルマーレ (C, P)   | 42 | 24 | 11 | 7  | 58 | 36 | +22 | 83 | J1昇格               |
| 2  | V・ファーレン長崎 (P)   | 42 | 24 | 8  | 10 | 59 | 41 | +18 | 80 | J1昇格               |
| 3  | 名古屋グランパス (O, P) | 42 | 23 | 6  | 13 | 85 | 65 | +20 | 75 | J1昇格プレーオフ進出 |
| 4  | アビスパ福岡            | 42 | 21 | 11 | 10 | 54 | 36 | +18 | 74 | J1昇格プレーオフ進出 |
| 5  | 東京ヴェルディ          | 42 | 20 | 10 | 12 | 64 | 49 | +15 | 70 | J1昇格プレーオフ進出 |
| 6  | ジェフユナイテッド千葉  | 42 | 20 | 8  | 14 | 70 | 58 | +12 | 68 | J1昇格プレーオフ進出 |
| 7  | 徳島ヴォルティス        | 42 | 18 | 13 | 11 | 71 | 45 | +26 | 67 |                      |
| 8  | 松本山雅FC              | 42 | 19 | 9  | 14 | 61 | 45 | +16 | 66 |                      |
| 9  | 大分トリニータ          | 42 | 17 | 13 | 12 | 58 | 50 | +8  | 64 |                      |
| 10 | 横浜FC                  | 42 | 17 | 12 | 13 | 60 | 49 | +11 | 63 |                      |
| 11 | モンテディオ山形        | 42 | 14 | 17 | 11 | 45 | 47 | −2  | 59 |                      |
| 12 | 京都サンガF.C.          | 42 | 14 | 15 | 13 | 55 | 47 | +8  | 57 |                      |
| 13 | ファジアーノ岡山        | 42 | 13 | 16 | 13 | 44 | 49 | −5  | 55 |                      |
| 14 | 水戸ホーリーホック      | 42 | 14 | 12 | 16 | 45 | 48 | −3  | 54 |                      |
| 15 | 愛媛FC                  | 42 | 14 | 9  | 19 | 54 | 68 | −14 | 51 |                      |
| 16 | FC町田ゼルビア          | 42 | 11 | 17 | 14 | 53 | 53 | 0   | 50 |                      |
| 17 | ツエーゲン金沢          | 42 | 13 | 10 | 19 | 49 | 67 | −18 | 49 |                      |
| 18 | FC岐阜                  | 42 | 11 | 13 | 18 | 56 | 68 | −12 | 46 |                      |
| 19 | カマタマーレ讃岐        | 42 | 8  | 14 | 20 | 41 | 61 | −20 | 38 |                      |
| 20 | レノファ山口FC          | 42 | 11 | 5  | 26 | 48 | 69 | −21 | 38 |                      |
| 21 | ロアッソ熊本 (Z)        | 42 | 9  | 10 | 23 | 36 | 59 | −23 | 37 |                      |
| 22 | ザスパクサツ群馬 (R)    | 42 | 5  | 5  | 32 | 32 | 88 | −56 | 20 | J3降格               |

## J3
| 順 | チーム                    | 試 | 勝 | 分 | 敗 | 得 | 失 | 差  | 点 | 昇格または降格 |
| -- | ------------------------- | -- | -- | -- | -- | -- | -- | --- | -- | -------------- |
| 1  | ブラウブリッツ秋田 (C, X) | 32 | 18 | 7  | 7  | 53 | 31 | +22 | 61 |                |
| 2  | 栃木SC (P)                | 32 | 16 | 12 | 4  | 44 | 24 | +20 | 60 | J2昇格         |
| 3  | アスルクラロ沼津          | 32 | 16 | 11 | 5  | 60 | 27 | +33 | 59 |                |
| 4  | 鹿児島ユナイテッドFC      | 32 | 17 | 4  | 11 | 49 | 37 | +12 | 55 |                |
| 5  | AC長野パルセイロ          | 32 | 13 | 11 | 8  | 34 | 25 | +9  | 50 |                |
| 6  | FC琉球                    | 32 | 13 | 11 | 8  | 44 | 36 | +8  | 50 |                |
| 7  | 藤枝MYFC                  | 32 | 12 | 11 | 9  | 50 | 43 | +7  | 47 |                |
| 8  | カターレ富山              | 32 | 13 | 8  | 11 | 37 | 33 | +4  | 47 |                |
| 9  | ギラヴァンツ北九州        | 32 | 13 | 7  | 12 | 44 | 37 | +7  | 46 |                |
| 10 | 福島ユナイテッドFC        | 32 | 13 | 4  | 15 | 39 | 43 | −4  | 43 |                |
| 11 | FC東京U-23                | 32 | 12 | 7  | 13 | 36 | 47 | −11 | 43 |                |
| 12 | SC相模原                  | 32 | 9  | 12 | 11 | 34 | 41 | −7  | 39 |                |
| 13 | セレッソ大阪U-23          | 32 | 8  | 11 | 13 | 39 | 43 | −4  | 35 |                |
| 14 | Y.S.C.C.横浜              | 32 | 8  | 8  | 16 | 41 | 54 | −13 | 32 |                |
| 15 | グルージャ盛岡            | 32 | 7  | 8  | 17 | 32 | 49 | −17 | 29 |                |
| 16 | ガンバ大阪U-23            | 32 | 7  | 5  | 20 | 31 | 65 | −34 | 26 |                |
| 17 | ガイナーレ鳥取            | 32 | 4  | 9  | 19 | 31 | 63 | −32 | 21 |                |

## 昇格・降格
J1からJ2への降格
- 第32節第2日（11月18日）の結果によりアルビレックス新潟の16位以下が確定し、J2降格が決定。
- 第33節第1日（11月26日）の結果により大宮アルディージャの17位以下が確定し、J2降格が決定。
- 第34節第1日（12月2日）の結果によりヴァンフォーレ甲府の16位が確定し、J2降格が決定。

J2からJ1への昇格
- 第39節第1日（10月28日）の結果により湘南ベルマーレの2位以内が確定し、J1昇格が決定。
- 第41節第1日（11月11日）の結果によりV・ファーレン長崎の2位以内が確定し、J1昇格が決定。

J2からJ3への降格
- J3 第34節第1日（12月3日）の結果によりザスパクサツ群馬のJ3降格が決定。

J3からJ2への昇格
- 第34節第1日（12月3日）の結果により栃木SCの2位が確定し、J2昇格が決定。

### J1昇格プレーオフ
|  | 準決勝                     | 準決勝           |                      |   | 決勝 | 決勝 |
|  |                            |                  |                      |   |      |      |
|  | 11月26日・パロ瑞穂         |                  |                      |   |      |      |
|  |                            |                  |                      |   |      |      |
|  | 3位 名古屋グランパス       | 4                |                      |   |      |      |
|  | 3位 名古屋グランパス       | 4                | 12月3日・豊田        |   |      |      |
|  | 6位 ジェフユナイテッド千葉 | 2                |                      |   |      |      |
|  | 6位 ジェフユナイテッド千葉 | 2                | 3位 名古屋グランパス | 0 |      |      |
|  | 11月26日・えがおS          |                  | 3位 名古屋グランパス | 0 |      |      |
|  |                            | 4位 アビスパ福岡 | 0                    |   |      |      |
|  | 4位 アビスパ福岡           | 4位 アビスパ福岡 | 0                    | 1 |      |      |
|  | 4位 アビスパ福岡           |                  |                      | 1 |      |      |
|  | 5位 東京ヴェルディ         | 0                |                      |   |      |      |
|  | 5位 東京ヴェルディ         | 0                |                      |   |      |      |

#### 準決勝
| 名古屋グランパス (3位)                                 | 4 - 2    | ジェフユナイテッド千葉 (6位)   |
| ------------------------------------------------------ | -------- | ------------------------------ |
| - 田口泰士 61分 - シモビッチ 66分, 86分, 90+6分 (pen.) | 公式記録 | - ラリベイ 45+2分, 90分 (pen.) |

| アビスパ福岡 (4位) | 1 - 0    | 東京ヴェルディ (5位) |
| ------------------ | -------- | -------------------- |
| 山瀬功治 14分      | 公式記録 |                      |

#### 決勝
決勝に駒を進めたのは、FWシモビッチのハットトリックなどでシーズン2敗の6位千葉相手に逆転勝ちを収めた3位名古屋 と、本拠地開催権を得ながらホームスタジアムのレベルファイブスタジアムがラグビーワールドカップ2019に向けた改修工事により使用不可のため、隣県のえがお健康スタジアムでの開催を余儀なくされながらも、前半のMF山瀬功治のミドルシュートによる1点を守り切って5位東京Vを下した4位福岡 の、共に「1年でのJ1復帰」を目指す2チーム。
ポゼッションを高め中央突破をはかるリーグ最多得点の名古屋と、守備を固めセットプレーで勝ち点を奪うリーグ最少失点の福岡という「ほこたて」対決 となったこの試合、前半13分には名古屋MFガブリエル・シャビエルのクロスに名古屋MF田口泰士が頭で合わせゴールネットを揺らすも、直前の名古屋FWシモビッチのファウルによりノーゴールの判定。直後の19分には福岡DF､2年前の決勝も経験した亀川諒史のスローインに福岡FWウェリントンが頭で反応したボールがクリアされたところに福岡MF山瀬功治がミドルシュートを放つもクロスバー直撃、跳ね返りにFW仲川輝人が詰めるが、名古屋GK武田洋平が押さえて得点ならず。一進一退の展開を繰り返しつつも前半はスコアレスで終える。
後半に入っても一進一退の展開は変わらず、後半13分（58分）には福岡DF駒野友一のクロスにFWウェリントンが反応してゴールネットを揺らすが、わずかにオフサイドの判定。昇格のためには最低でも1点を挙げる必要がある福岡はFW石津大介、FW城後寿といった攻撃的な選手を投入するが、名古屋の前線から体を張った守備になかなか決定機を作らせてもらえず、アディショナルタイム以降は守備を固めた名古屋の前に最後まで得点を奪うことが出来ず、J1昇格プレーオフ最多となる37,959人を集めた試合はスコアレスのままタイムアップ。レギュレーションによりリーグ3位の名古屋が1年でのJ1復帰を果たした。一方、リーグ後半で2位をキープし続けた福岡はシーズン終盤で長崎・名古屋の後塵を拝し、1年でのJ1復帰を逃す結果となった。
| 名古屋グランパス (3位) | 0 - 0    | アビスパ福岡 (4位) |
| ---------------------- | -------- | ------------------ |
|                        | 公式記録 |                    |

## 表彰
Jリーグアウォーズは2017年12月5日に開催された。
| 賞                       | 受賞者 |
| ------------------------ | --- |
| 最優秀選手賞             | 小林悠（川崎フロンターレ） |
| 得点王                   | 小林悠（川崎フロンターレ） |
| ベストヤングプレーヤー賞 | 中山雄太（柏レイソル） |
| 最優秀監督賞             | 鬼木達（川崎フロンターレ） |
| 優秀監督賞（J1）         | 尹晶煥（セレッソ大阪） |
| 優秀監督賞（J2）         | 曺貴裁（湘南ベルマーレ） |
| 優秀監督賞（J3）         | 杉山弘一（ブラウブリッツ秋田）                                                                                                   |
| 最優秀主審賞             | 西村雄一 |
| 最優秀副審賞             | 相樂亨 |
| フェアプレー賞 高円宮杯  | サンフレッチェ広島 |
| フェアプレー賞 (J1)      | ベガルタ仙台 / セレッソ大阪 / FC東京 / サガン鳥栖 / 川崎フロンターレ / ガンバ大阪 / ジュビロ磐田                                 |
| フェアプレー賞 (J2)      | 大分トリニータ / 松本山雅FC / 愛媛FC / 東京ヴェルディ / ファジアーノ岡山 / モンテディオ山形 / ツエーゲン金沢                     |
| フェアプレー賞 (J3)      | ブラウブリッツ秋田 / アスルクラロ沼津 / Y.S.C.C.横浜 / セレッソ大阪U-23 / グルージャ盛岡 / AC長野パルセイロ / 福島ユナイテッドFC |
| フェアプレー個人賞       | 中澤佑二（横浜F・マリノス） / 柿谷曜一朗（セレッソ大阪） / 水本裕貴（サンフレッチェ広島）                                        |
| 功労選手賞               | 市川大祐 / 大島秀夫 |
| 最優秀育成クラブ賞       | FC東京 |
| 最優秀ゴール賞           | 関根貴大（浦和レッズ）第17節 vs広島戦 90分（埼玉）                                                                               |

### ベストイレブン
| ポジション | 選手名       | 受賞回数 | 所属クラブ       |
| ---------- | ------------ | -------- | ---------------- |
| GK         | 中村航輔     | 初       | 柏レイソル       |
| DF         | 昌子源       | 2        | 鹿島アントラーズ |
| DF         | 西大伍       | 初       | 鹿島アントラーズ |
| DF         | エウシーニョ | 初       | 川崎フロンターレ |
| DF         | 車屋紳太郎   | 初       | 川崎フロンターレ |
| MF         | 中村憲剛     | 7        | 川崎フロンターレ |
| MF         | 井手口陽介   | 初       | ガンバ大阪       |
| MF         | 山口蛍       | 2        | セレッソ大阪     |
| FW         | 興梠慎三     | 初       | 浦和レッズ       |
| FW         | 小林悠       | 2        | 川崎フロンターレ |
| FW         | 杉本健勇     | 初       | セレッソ大阪     |

### 月間MVP
| 月         | J1                 | J1                     | J1     |                        | J2                | J2               | J2     |
| 月         | 選手               | 所属                   | 出典   | 選手                   | 所属              | 出典             |        |
| ---------- | ------------------ | ---------------------- | ------ | ---------------------- | ----------------- | ---------------- | ------ |
| 2月・3月   | ラファエル・シルバ | 浦和レッズ             | [ 55 ] |                        | 渡大生            | 徳島ヴォルティス | [ 56 ] |
| 4月        | 興梠慎三           | 浦和レッズ             | [ 57 ] | イバ                   | 横浜FC            | [ 58 ]           |        |
| 5月        | 中村航輔           | 柏レイソル             | [ 59 ] | ウェリントン           | アビスパ福岡      | [ 60 ]           |        |
| 6月        | 中澤佑二           | 横浜F・マリノス        | [ 61 ] | 秋元陽太               | 湘南ベルマーレ    | [ 62 ]           |        |
| 7月        | 杉本健勇           | セレッソ大阪           | [ 63 ] | 赤嶺真吾               | ファジアーノ岡山  | [ 64 ]           |        |
| 8月        | 金崎夢生           | 鹿島アントラーズ       | [ 65 ] | ガブリエル・シャビエル | 名古屋グランパス  | [ 66 ]           |        |
| 9月        | 小林悠             | 川崎フロンターレ       | [ 67 ] | 工藤浩平               | 松本山雅FC        | [ 68 ]           |        |
| 10月       | ジェイ             | 北海道コンサドーレ札幌 | [ 69 ] | ドウグラス・ヴィエイラ | 東京ヴェルディ    | [ 70 ]           |        |
| 11月・12月 | 小林悠             | 川崎フロンターレ       | [ 71 ] | 前田悠佑               | V・ファーレン長崎 | [ 72 ]           |        |

### 月間ベストゴール
| 月         | J1                   | J1                     | J1   | J1                   | J1       | J1     |
| 月         | 選手                 | 所属                   | 節   | 対戦相手（試合会場） | 得点時間 | 出典   |
| ---------- | -------------------- | ---------------------- | ---- | -------------------- | -------- | ------ |
| 2月・3月   | ダビド・バブンスキー | 横浜F・マリノス        | 2節  | 札幌（ニッパツ）     | 47分     | [ 73 ] |
| 4月        | 中村俊輔             | ジュビロ磐田           | 8節  | 鹿島（カシマ）       | 21分     | [ 74 ] |
| 5月        | クリスラン           | ベガルタ仙台           | 13節 | 新潟（ユアスタ）     | 84分     | [ 75 ] |
| 6月        | 山口蛍               | セレッソ大阪           | 16節 | 仙台（ユアスタ）     | 68分     | [ 76 ] |
| 7月        | 関根貴大             | 浦和レッズ             | 17節 | 広島（埼玉）         | 90+2分   | [ 77 ] |
| 8月        | 北川航也             | 清水エスパルス         | 21節 | C大阪（アイスタ）    | 73分     | [ 78 ] |
| 9月        | 森谷賢太郎           | 川崎フロンターレ       | 28節 | C大阪（等々力）      | 58分     | [ 79 ] |
| 10月       | 杉本健勇             | セレッソ大阪           | 29節 | 鳥栖 (ベアスタ)      | 25分     | [ 80 ] |
| 11月・12月 | ジェイ               | 北海道コンサドーレ札幌 | 34節 | 鳥栖 (札幌ド)        | 6分      | [ 81 ] |

## 協賛団体
| 協賛カテゴリー種別                                  | 協賛団体名                                                                      | 契約開始年度 |
| --------------------------------------------------- | ------------------------------------------------------------------------------- | ------------ |
| Jリーグタイトルパートナー                           | 明治安田生命保険                                                                | 2015年       |
| Jリーグトップパートナー                             | キヤノン キヤノンマーケティングジャパン                                         | 1996年       |
| Jリーグトップパートナー                             | アイデム                                                                        | 2005年       |
| Jリーグトップパートナー                             | 明治安田生命保険                                                                | 2014年       |
| Jリーグトップパートナー                             | ルートインジャパン                                                              | 2015年       |
| Jリーグトップパートナー                             | イオンリテール                                                                  | 2015年       |
| Jリーグトップパートナー                             | エレクトロニック・アーツ（EAスポーツ）                                          | 2016年       |
| Jリーグトップパートナー                             | TAG HEUER, Branch of LVMH Swiss Manufactures SA                                 | 2016年       |
| Jリーグトップパートナー                             | マスターカード・ジャパン                                                        | 2017年       |
| Jリーグトップパートナー                             | NTTドコモ                                                                       | 2017年       |
| Jリーグ百年構想パートナー                           | 朝日新聞社                                                                      | 2003年       |
| リーグカップ戦スポンサー                            | ヤマザキビスケット                                                              | 1992年       |
| スーパーカップスポンサー                            | 富士ゼロックス                                                                  | 1994年       |
| Jリーグオフィシャルエクイップメントパートナー       | モルテン                                                                        | 1993年       |
| Jリーグオフィシャルエクイップメントパートナー       | アディダス ジャパン                                                             | 2005年       |
| Jリーグオフィシャルブロードキャスティングパートナー | Perform Investment Limited（DAZN）                                              | 2017年       |
| Jリーグスポーツ振興パートナー                       | 日本スポーツ振興センター（スポーツ振興くじ <toto>）                             | 2003年       |
| Ｊリーグオフィシャルチケッティングパートナー        | ぴあ                                                                            | 2012年       |
| JリーグオフィシャルECプラットフォームパートナー     | 楽天                                                                            | 2017年       |
| Jリーグオフィシャルテクノロジーパートナー           | NTTグループ                                                                     | 2017年       |
| Jリーグサポーティングカンパニー                     | ヤフー（Yahoo! JAPAN）                                                          | 2015年       |
| Jリーグサポーティングカンパニー                     | デロイトトーマツファイナンシャルアドバイザリー デロイトトーマツコンサルティング | 2017年       |

## Jリーグ百年構想クラブ
特記なしはいずれも日本フットボールリーグ（JFL）所属
前年度からの継続
- ヴァンラーレ八戸
- 栃木ウーヴァFC
- tonan前橋（関東サッカーリーグ2部）
- 東京武蔵野シティFC
- 奈良クラブ
- FC今治

## 2018年度クラブライセンス審査結果
2017年9月26日、Jリーグは2018シーズンのクラブライセンスのうち、J1・J2のライセンスについて、クラブライセンス交付第一審機関（FIB）による審査結果を発表した。J2ライセンス以上についてはJ1・J2の40クラブ、J3の7クラブ（栃木・富山・長野・鳥取・北九州・鹿児島・琉球）の計47クラブから申請があり、申請した47クラブ全てにライセンスが交付された。鹿児島・琉球は初のJ2ライセンス交付となる。
一方、J3クラブライセンスについては、まず2017年9月28日に「J3入会を希望するクラブ」に対するJ3クラブライセンス申請の審査結果が公表され、申請のあった八戸・武蔵野・奈良・今治の4クラブのうち、武蔵野を除く3クラブに対してJ3ライセンス交付の判定となったことを発表した。今治は初のJ3ライセンス交付となる。武蔵野については、本拠地の武蔵野陸上競技場がJ3クラブライセンス基準を満たさないとして不交付の判定となった。2017年10月24日には、J2以上のライセンスを取得していない、J3リーグに参加している7クラブ（盛岡・秋田・福島・YS横浜・相模原・藤枝・沼津）に対するライセンス申請の審査結果が公表され、すべてのクラブにライセンス交付の判定の結果となった。なお、Jリーグ百年構想クラブのうち、JFLに所属する栃木ウーヴァFC、地域リーグ（関東サッカーリーグ 2部）に所属するtonan前橋はJ3ライセンス申請を行っていない。
クラブ名の後ろに「」が付いたクラブは当該ライセンスを初めて交付されたクラブ。
- J1ライセンス（40クラブ） - 札幌・仙台・山形・鹿島・栃木・群馬・浦和・大宮・千葉・柏・FC東京・東京V・川崎・横浜FM・横浜FC・湘南・甲府・松本・新潟・富山・金沢・清水・磐田・名古屋・岐阜・京都・G大阪・C大阪・神戸・岡山・広島・山口・徳島・愛媛・福岡・北九州・鳥栖・長崎・熊本・大分
- J2ライセンス（7クラブ） - 水戸・町田・長野・鳥取・讃岐・鹿児島・琉球
- J3ライセンス（10クラブ） - 八戸・盛岡・秋田・福島・YS横浜・相模原・藤枝・沼津・奈良・今治